# Asperspinidae
Asperspinidae is een familie van weekdieren uit de klasse van de Gastropoda (slakken).

## Geslacht
- Asperspina Rankin, 1979